# Рюкхольц
Рюкхольц (нем. Rückholz) — община в Германии, в земле Бавария. 
Подчиняется административному округу Швабия. Входит в состав района Восточный Алльгой.  Население составляет 790 человек (на 31 декабря 2010 года). Занимает площадь 17,21 км².